# 2017 no Brasil
Esta é uma cronologia dos principais fatos ocorridos no ano de 2017 no Brasil.

## Incumbentes
- Presidente – Michel Temer (2016–2019)
- Presidente da Câmara dos Deputados – Rodrigo Maia (2016–2021)
- Presidente do Senado Federal – Renan Calheiros (2013–2017) e Eunício Oliveira (2017–2019)
- Presidente do Supremo Tribunal Federal – Carmen Lúcia (2016–2018)

## Eventos
- 1 de janeiro: Surto de febre amarela causa centenas de mortes nas regiões Sudeste, Centro-Oeste e Norte
- 6 de janeiro: Rebeliões em presídios do Brasil culminam na morte de cerca de 120 prisioneiros.[1]
- 19 de janeiro: Acidente aéreo em Paraty, Estado do Rio de Janeiro, mata o ministro e relator da Operação Lava Jato no Supremo Tribunal Federal, Teori Zavascki, o empresário Carlos Alberto Filgueiras e outras três pessoas.[2]
- 30 de janeiro: Polícia prende o proprietário do Grupo EBX, Eike Batista, por supostas propinas a autoridades do Rio de Janeiro, inclusive o ex-governador Sérgio Cabral Filho.[3]
- 2 de fevereiro: O ministro do STF Edson Fachin é sorteado novo relator da Operação Lava Jato, após a morte de Teori Zavascki.[4]
- 3 de fevereiro: Espírito Santo passa pela maior crise de segurança do estado.
- 8 de fevereiro: TRE-RJ determina cassação dos mandatos do governador do Rio de Janeiro, Luiz Fernando Pezão e do vice Francisco Dornelles.[5]
- 1 de março: Após 33 anos de jejum, a escola de samba Portela conquista o título do carnaval do Rio de Janeiro.
- 17 de março: É deflagrada a Operação Carne Fraca, que investiga algumas das maiores empresas de processamento de carne do país.[6]
- 11 de abril: O ministro do STF, Edson Fachin retira os sigilos das delações da Odebrecht no âmbito da Operação Lava Jato.[7]
- 28 de abril - É realizada uma greve geral nacional contra cortes em benefícios de seguridade social e mudanças nas leis trabalhistas pelo governo Michel Temer.[8]
- 30 de abril - Morre aos 70 anos o cantor e compositor cearense Belchior.[9]
- 4 de maio - É lançado o satélite geoestacionário brasileiro SGDC-1,na base de Kourou na Guiana Francesa.O Lançamento foi realizado pela empresa Arianespace,sendo lançado pelofoguete Ariane 5.[10]
- 19 de maio - O STF divulga o acordo de delação premiada da JBS, revelando que a empresa pagou 500 milhões de reais em propina a políticos, incluindo o presidente Michel Temer, seus antecessores Dilma e Lula e os ex-candidatos a presidente Aécio Neves e José Serra.[11]
- 24 de maio - Manifestantes incendeiam a sede do Ministério da Agricultura em Brasília em meio a pedidos pelo impeachment ou renúncia do presidente Michel Temer por suspeitas de corrupção.[12]Henrique Meirelles, Ministro da Fazenda do governo Temer, disse que o país "saiu da maior recessão do século", referindo-se à crise econômica de 2014.[13]

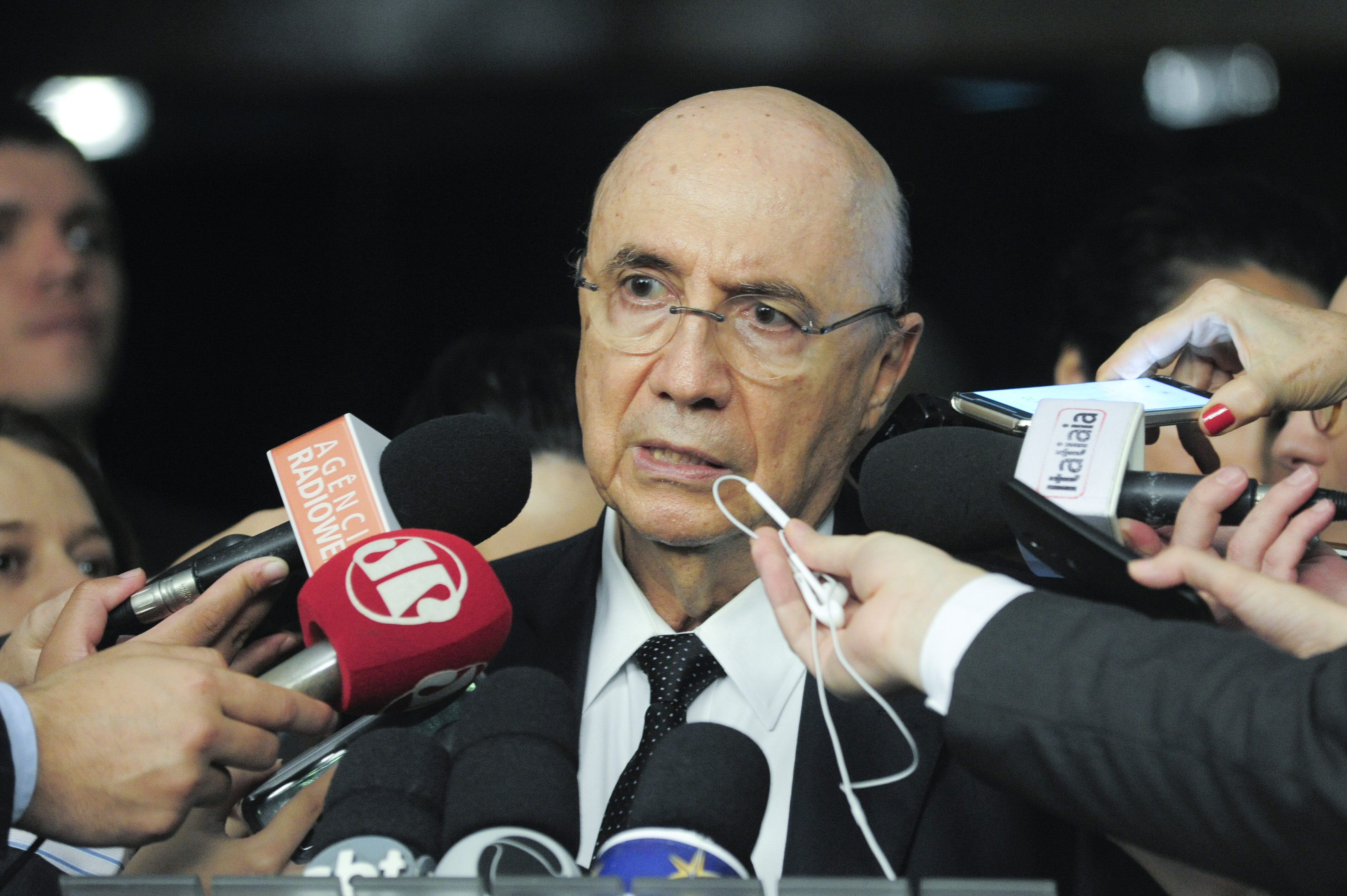
Henrique Meirelles, Ministro da Fazenda do governo Temer, disse que o país "saiu da maior recessão do século", referindo-se à crise econômica de 2014.

- 1 de junho -  Foi registrado o primeiro aumento no PIB após oito quedas trimestrais consecutivas. O país se recuperava da crise econômica de 2014.[14]
- 9 de junho - O TSE absolve a chapa Dilma-Temer por supostas ilegalidades na campanha eleitoral.[15]
- 12 de julho O juiz Sergio Moro condenou o ex-presidente Luiz Inácio Lula da Silva pelos crimes de corrupção passiva e lavagem de dinheiro. Foi o primeiro presidente do Brasil a ser condenado criminalmente desde a promulgação da Constituição de 1988.[16]
- 2 de agosto - A Câmara dos Deputados barra denúncia de corrupção passiva contra o presidente Michel Temer.[17]
- 5 de setembro - Polícia Federal faz a maior apreensão de dinheiro em espécie da história do País[18][19] durante cumprimento de busca e apreensão na Operação Tesouro Perdido.[20][21][22]
- 5 de outubro - Damião Soares dos Santos realiza o chamado Massacre de Janaúba [23]
- 11 de outubro - O Supremo Tribunal Federal (STF) decidiu que o Congresso Nacional precisa dar aval para medida cautelar que comprometa exercício de mandato parlamentar.[24]
- 25 de outubro - A Câmara dos Deputados barra segunda denúncia contra o presidente Michel Temer, acusado de obstrução da Justiça e organização criminosa.
- 8 de novembro - Comissão aprova projeto que restringe aborto até em caso de estupro.[25]
- 21 de dezembro - As relações entre Brasil e Guiana são intensificadas após um novo acordo de cooperação entre os países.[26]

## Esportes
- São Paulo conquista a fase de play-off da Florida Cup de 2017 vencendo o Corinthians nos pênaltis.
- O Corinthians vence a Copa São Paulo de Futebol Júnior pela décima vez, ao derrotar o Batatais na final por 2 a 1.
- Cruzeiro vence a Copa do Brasil ao derrotar o Flamengo na disputa por pênaltis. É a quinta conquista do clube celeste na competição.[27]
- O Corinthians conquista o título do Campeonato Brasileiro pela sétima vez em sua história.[28]
- O América Mineiro vence o CRB por 1-0 na última rodada e conquista a Série B do Campeonato Brasileiro. Rebaixado no ano anterior, o Internacional consegue o retorno à primeira divisão após empate sem gols com o Oeste.
- O Grêmio conquista pela terceira vez a Copa Libertadores da América ao vencer por duas vezes o Club Atlético Lanús na final, 1-0 em Porto Alegre e 2-1 na Argentina.[29] Na disputa da Copa do Mundo de Clubes da FIFA, o tricolor gaúcho ficou com o vice-campeonato ao perder a final para o Real Madrid por 1-0.

## Mortes

### Janeiro
- 3 - Vida Alves - Atriz e escritora;
- 4 - Ney Brasil Pereira - Sacerdote católico, maestro e tradutor;
- 5 - Irene Stefânia - Atriz;
- 9 - Telmo de Avelar - Ator e dublador;
- 9 - Carlos Bratke - Arquiteto;
- 11 - Adroaldo Streck - Advogado, jornalista e político;
- 18 - Toninho Mendes - Editor de quadrinhos e poeta;
- 19 - Loalwa Braz - Cantora (n. 1953);
- 19 - Teori Zavascki - Jurista, professor e magistrado, Ministro do Supremo Tribunal Federal (n. 1948);
- 19 - Carlos Alberto Fernandes Filgueiras - Empresário dono dos hotéis Emiliano
- 19 - Carlos Alberto Silva - Treinador de futebol;
- 19 - Darci Rossi - Compositor;
- 20 - Carlos Alberto Silva, treinador de futebol (n. 1939);
- 21 - Edoardo Pollastri - Economista, empresário e político;
- 28 - Russo - Assistente de palco;
- 28 - Vic Militello - Atriz;
- 29 - Moacyr de Carvalho Dias - Empresário;

### Fevereiro
- 1 - Albano Bortoletto Cavallin - Arcebispo;
- 3 - Marisa Letícia Lula da Silva - Ex-primeira-dama;
- 8 - Orlandivo - Cantor e compositor;
- 13 - Paulo Henrique Filho - Treinador de futebol;
- 14 - Edson de Godoy Bueno - Médico e empresário;
- 15 - Tibério Gaspar - Compositor, produtor musical e violinista;
- 19 - Antonio Joaquim Soares Moreira - General de exército;
- 23 - Valdecir Amorim Rodrigues - Agrônomo e político;
- 26 - Pedro Piva - Empresário e político;
- 28 - Antônio Ribeiro de Oliveira - Arcebispo;

### Março
- 2 - Dermeval Gonçalves - Empresário;
- 4 - DJ Don KB - DJ, arranjador e produtor musical;
- 5 - João Carlos Bozzo Nascimento - Ator;
- 11 - Pedro Nonato da Costa - Poeta, ator, violeiro e cordelista;
- 11 - João da Mata de Sousa - Político, industrial e advogado;
- 11 - Brasil Vita - Advogado e político;
- 22 - Dinizar Ribas de Carvalho - Advogado e político;
- 25 - Marcelo Pinto Carvalheira - Arcebispo emérito da Paraíba;
- 26 - Eliana Kertész - Artista plástica;
- 26 - Guila Flint - Jornalista;
- 26 - Zenildo Gonzaga Zoroastro de Lucena - General de exército;
- 29 - João Gilberto Noll - Escritor;

### Abril
- 1 - Carlos Antônio Gomes - Advogado e político;
- 2 - Lúcia Flecha de Lima - Ex-embaixatriz;
- 2 - José Agmarino de Jesus Coelho - Atleta paraolímpico;
- 4 - Clóvis Frainer - Arcebispo;
- 6 - Bona Medeiros - Político;
- 6 - Newton Holanda Gurgel - Bispo;
- 6 - Antônio Dias Leite Júnior - Engenheiro e político;
- 19 - Neuza Amaral - Atriz;
- 23 - Jerry Adriani - Cantor;
- 24 - Jota Júnior - Jornalista e político;
- 26 - Carlos Chagas - Jornalista, escritor e advogado;
- 26 - José Eduardo de Toledo Pereira - Futebolista;
- 29 - Belchior - Cantor e compositor;

### Maio
- 2 - Eduardo Portella - Político, escritor e crítico literário;
- 4 - Mário Jorge Montini - Dublador;
- 5 - Míria Kolling - Religiosa, cantora e compositora;
- 5 - Almir Guineto - Cantor e compositor;
- 7 - Elon Lages Lima - Matemático;
- 10 - Nelson Xavier - Ator e diretor;
- 12 - Antonio Candido - Crítico literário, escritor, professor e sociólogo;
- 13 - José Porfírio Fontenele de Carvalho - Indigenista;
- 18 - Marcos Tumura - Ator e diretor;
- 19 - Kid Vinil - Cantor, jornalista, produtor e apresentador;
- 23 - Irio De Paula - Músico;
- 27 - Mãe Beata de Iemanjá - Sacerdotisa de Candomblé Ketu;
- 28 - Gilson Gênio - Futebolista e treinador;
- 30 - José Carlos Melo - Arcebispo;

### Junho
- 1 - Sereno Chaise - Advogado e político;
- 5 - Barros de Alencar - Cantor, jornalista, produtor e apresentador;
- 5 - Zé da Estrada - Cantor;
- 9 - Marina Maggessi - Policial e política;
- 9 - João Elias - Escritor e humorista;
- 13 - José Odon Maia Alencar - Político e advogado;
- 14 - Jorge Bastos Moreno - Jornalista;
- 15 - Paulo Bellini - Empresário;
- 15 - Wilma de Faria - Política;
- 16 - Eliza Clívia - Cantora;
- 23 - Jerzy Milewski - Músico;
- 26 - Afrânio Pessoa - Pintor;
- 27 - João Oneres Marchiori - Bispo;
- 29 - Paulo Nogueira - Jornalista;

### Julho
- 3 - Ângelo Angelim - Político;
- 3 - William Lee - Músico;
- 6 - Jorginho do Pandeiro - Músico;
- 9 - Ecléa Bosi - Psicóloga;
- 10 - Elvira Vigna - Escritora, ilustradora e jornalista;
- 11 - Maria Estela - Atriz;
- 11 - Celso Giglio - Médico e político;
- 13 - Ada Pellegrini Grinover - Jurista;
- 16 - Davi Ferreira - Futebolista e treinador;
- 17 - Vicente Marotta Rangel - Acadêmico e jurista;
- 19 - Paulo Sant'Ana - Jornalista;
- 20 - Marco Aurélio Garcia - Político;
- 23 - Waldir Peres - Futebolista;
- 24 - Domingo Alzugaray - Empresário;
- 25 - Artur Almeida - Jornalista;
- 26 - Max - Futebolista;
- 27 - Perivaldo - Futebolista;
- 28 - Luiz de França - Radialista;
- 29 - José Osvaldo de Meira Penna - Diplomata e escritor;
- 30 - Paulo Garcia - Médico e político;
- 31 - Archimedes Messina - Compositor;

### Agosto
- 4 - Luiz Melodia - Cantor e compositor;
- 4 - Ralph Biasi - Político;
- 4 - Paulo Silvino - Ator;

### Setembro
- 4 - Rogéria - Atriz e cantora;
- 16 - Marcelo Rezende - Jornalista;
- 29 - Solange Badim - Atriz;ytala couto cantora de Fank 11de maio de 2013

### Outubro
- 5 - Ruth Escobar - Atriz e produtora cultural;
- 16 - Luzia Mohrs - Supercentenária;

### Novembro
- 1 - Ruiter Cunha - Economista e político;
- 2 - Elson do Forrogode - Cantor e compositor;
- 7 - Lucia Maria Stefanovich - Primeira delegada do Brasil;
- 10 - Márcia Cabrita - Atriz e humorista;
- 10 - Moniz Bandeira - Professor universitário e historiador;
- 15 - Frans Krajcberg - Escultor e artista plástico;
- 15-  Gustav Åhr- Cantor e Compositor
- 30 - Ana Maria Nascimento e Silva - Atriz;

### Dezembro
- 4 - Carmen Mayrink Veiga - Socialite;
- 8 - Ocimar Versolato - Estilista;
- 9 - Luiz Carlos Maciel - Filósofo e jornalista;
- 10 - Eva Todor - Atriz;
- 21 - Francelino Pereira - Político e governador de Minas Gerais;
- 26 - Aracy Cardoso - Atriz;
- 29 - José Louzeiro - Escritor e roteirista;
- 31 - Luiz de Castro- Cantor e compositor (n. 1936).